# Simone Loria
Simone Loria (Torino, 28 ottobre 1976) è un ex calciatore italiano, di ruolo difensore.

## Biografia
Loria è nato e cresciuto nel quartiere torinese di Barriera di Milano, nel cui territorio ha aperto nel 2013 la Scuola Calcio Virtus Mercadante con l'obiettivo di far giocare e divertire i bambini del quartiere in un luogo accogliente e sicuro.

## Caratteristiche tecniche
Da calciatore è stato un difensore centrale dotato di grande fisicità, molto deciso nei suoi interventi e dotato di un senso del gol non comune per i giocatori del suo ruolo.

## Carriera

### Giocatore
Si forma calcisticamente nelle giovanili del Vanchiglia per poi passare nelle file della Juventus; ceduto dal club bianconero all'Olbia, Loria inizia una lunghissima gavetta nelle serie inferiori, che lo porta a vestire le maglie di Battipagliese, Nocerina e Lecco.
Dopo due anni in Lombardia viene acquistato dal Cagliari. In Sardegna gioca per tre anni, e nella seconda annata realizza 7 reti.
Passa quindi all'Atalanta, dove rimane per due anni mantenendo la media di 6 realizzazioni annuali.
Nell'estate del 2007 passa al Siena per una cifra di 750.000 euro, e gioca in coppia con Daniele Portanova. Contribuisce alla stagione senese realizzando 5 reti al termine della quale viene acquistato dalla Roma nell'ambito della trattativa che porta Artur Moraes in giallorosso e Ahmed Barusso (in prestito), Gianluca Curci (in comproprietà) e Daniele Galloppa (seconda metà del cartellino) al Siena.
Realizza la sua prima rete in maglia giallorossa il 21 marzo 2009 (Roma-Juventus 1-4) su un'azione partita da calcio d'angolo.
Il 6 luglio 2009 viene ufficializzato il passaggio al Torino, squadra di cui è anche tifoso, con la formula del prestito. Segna il suo primo gol in granata nella gara contro il Mantova (finita 1-1), il 5 gennaio 2010.
Ritornato nei ranghi giallorossi (chiuso nel suo ruolo da Juan, Burdisso e Mexes), ritrova la panchina il 6 febbraio 2011 nella partita contro l'Inter, entra nel secondo tempo e segna il terzo ed ultimo gol dei giallorossi nella partita poi terminata 5-3 a favore dei neroazzurri. Realizza il suo ultimo gol in maglia giallorossa nella partita Catania-Roma 2-1, segnando la rete del momentaneo vantaggio romanista.
Nel 2011 consegue il diploma da geometra. Il 24 agosto dello stesso anno viene acquistato dal Bologna a parametro zero con un contratto annuale. Il 30 ottobre segna la rete del definitivo 3-1 di testa su punizione contro la sua ex squadra, l'Atalanta. A fine stagione rimane svincolato.
Dopo alcuni mesi di inattività, nel febbraio del 2013 si accasa al Cuneo, squadra di Lega Pro Prima Divisione.
Il 5 luglio 2013 rescinde il contratto con il Cuneo rimanendo così svincolato. Il giorno seguente si ritira dal calcio giocato.

### Allenatore
Il 7 settembre 2017 supera con esito positivo l'esame da allenatore di seconda categoria UEFA A per poter allenare le giovanili, le prime squadre fino alla Serie C e per fare il vice in A e B.
Nel 2021 e 2022 è al Chieri, nel 2023 è nello staff della U15 della Juventus

## Statistiche

### Presenze e reti nei club
| Stagione             | Squadra              | Campionato           | Campionato | Campionato | Coppe nazionali | Coppe nazionali | Coppe nazionali | Coppe continentali | Coppe continentali | Coppe continentali | Altre coppe | Altre coppe | Altre coppe | Totale | Totale |
| Stagione             | Squadra              | Comp                 | Pres       | Reti       | Comp            | Pres            | Reti            | Comp               | Pres               | Reti               | Comp        | Pres        | Reti        | Pres   | Reti   |
| -------------------- | -------------------- | -------------------- | ---------- | ---------- | --------------- | --------------- | --------------- | ------------------ | ------------------ | ------------------ | ----------- | ----------- | ----------- | ------ | ------ |
| 1995-1996            | Juventus             | A                    | 0          | 0          | CI              | 0               | 0               | UCL                | 0                  | 0                  | -           | SI          | 0           | 0      | 0      |
| 1996-1997            | Olbia                | C2                   | 31         | 1          | CI-C            | 0               | 0               | -                  | -                  | -                  | -           | -           | -           | 31     | 1      |
| 1997-1998            | Battipagliese        | C1                   | 17         | 1          | CI-C            | 0               | 0               | -                  | -                  | -                  | -           | -           | -           | 17     | 1      |
| 1998-1999            | Battipagliese        | C1                   | 26         | 1          | CI-C            | 0               | 0               | -                  | -                  | -                  | -           | -           | -           | 26     | 1      |
| 1999-2000            | Battipagliese        | C2                   | 1          | 0          | CI-C            | 0               | 0               | -                  | -                  | -                  | -           | -           | -           | 1      | 0      |
| Totale Battipagliese | Totale Battipagliese | Totale Battipagliese | 44         | 2          |                 | 0               | 0               |                    | -                  | -                  |             | -           | -           | 44     | 2      |
| 1999-2000            | Nocerina             | C1                   | 28         | 0          | CI-C            | 0               | 0               | -                  | -                  | -                  | -           | -           | -           | 28     | 0      |
| 2000-2001            | Lecco                | C1                   | 22         | 3          | CI-C            | 0               | 0               | -                  | -                  | -                  | -           | -           | -           | 22     | 3      |
| 2001-2002            | Lecco                | C1                   | 30         | 3          | CI-C            | 0               | 0               | -                  | -                  | -                  | -           | -           | -           | 30     | 3      |
| Totale Lecco         | Totale Lecco         | Totale Lecco         | 52         | 6          |                 | 0               | 0               |                    | -                  | -                  |             | -           | -           | 52     | 6      |
| 2002-2003            | Cagliari             | B                    | 30         | 3          | CI              | 1               | 0               | -                  | -                  | -                  | -           | -           | -           | 31     | 3      |
| 2003-2004            | Cagliari             | B                    | 37         | 7          | CI              | 1               | 0               | -                  | -                  | -                  | -           | -           | -           | 38     | 7      |
| 2004-2005            | Cagliari             | A                    | 20         | 1          | CI              | 5               | 0               | -                  | -                  | -                  | -           | -           | -           | 25     | 1      |
| Totale Cagliari      | Totale Cagliari      | Totale Cagliari      | 87         | 11         |                 | 7               | 0               |                    | -                  | -                  |             | -           | -           | 94     | 11     |
| 2005-2006            | Atalanta             | B                    | 35         | 6          | CI              | 3               | 1               | -                  | -                  | -                  | -           | -           | -           | 38     | 7      |
| 2006-2007            | Atalanta             | A                    | 28         | 5          | CI              | 0               | 0               | -                  | -                  | -                  | -           | -           | -           | 28     | 5      |
| Totale Atalanta      | Totale Atalanta      | Totale Atalanta      | 63         | 11         |                 | 3               | 1               |                    | -                  | -                  |             | -           | -           | 66     | 12     |
| 2007-2008            | Siena                | A                    | 36         | 5          | CI              | 1               | 0               | -                  | -                  | -                  | -           | -           | -           | 37     | 5      |
| 2008-2009            | Roma                 | A                    | 9          | 1          | CI              | 1               | 0               | CL                 | 2                  | 0                  | -           | -           | -           | 12     | 1      |
| 2009-2010            | Torino               | B                    | 33         | 2          | CI              | 2               | 0               | -                  | -                  | -                  | -           | -           | -           | 35     | 2      |
| 2010-2011            | Roma                 | A                    | 6          | 2          | CI              | 0               | 0               | CL                 | 0                  | 0                  | SI          | 0           | 0           | 6      | 2      |
| Totale Roma          | Totale Roma          | Totale Roma          | 15         | 3          |                 | 1               | 0               |                    | 2                  | 0                  |             | -           | -           | 18     | 3      |
| 2011-2012            | Bologna              | A                    | 9          | 1          | CI              | 1               | 0               | -                  | -                  | -                  | -           | -           | -           | 10     | 1      |
| feb.-giu. 2013       | Cuneo                | 1D                   | 8          | 0          | CI              | 0               | 0               | -                  | -                  | -                  | -           | -           | -           | 8      | 0      |
| Totale Carriera      | Totale Carriera      | Totale Carriera      | 406        | 42         |                 | 15              | 1               |                    | 2                  | 0                  |             | -           | -           | 423    | 43     |

## Palmarès

### Club

#### Competizioni giovanili
- Campionato Primavera: 1

Juventus: 1993-1994
- Coppa Italia Primavera: 1

Juventus: 1994-1995
- Torneo di Viareggio: 1

Juventus: 1994

#### Competizioni nazionali
- Campionato italiano di Serie B: 1

Atalanta: 2005-2006